# Linval Dixon
Linval Dixon (Old Harbour Bay, 1971. szeptember 14. –) jamaicai válogatott labdarúgó.
A jamaicai válogatott tagjaként részt vett az 1991-es, az 1993-as és az 1998-as CONCACAF-aranykupán, illetve az 1998-as világbajnokságon.